# 위례한빛초등학교
위례한빛초등학교는 대한민국 경기도 성남시 수정구에 있는 공립 초등학교이다.
개교 기념일은 5월 1일이며 개교 당시에는 학생이 200명이 채 안 될만큼 적었다. 다만 학교 양쪽에 있는 힐스테이트 위례, 위례자연앤래미안상, 위례역푸르지오 현재는 1000여명의 학생들이 재학 중이다.

## 연혁
- 2016. 3. 1 위례한빛초등학교 개교[2](1~6학년 9학급, 특수학급 1학급)
- 2016. 3. 1 초대 김영미 교장 취임
- 2016. 3. 1 위례한빛초등학교 병설유치원 개원(일반학급 3학급)
- 2019. 3. 1 (일반학급 42학급)